# Archives nationales

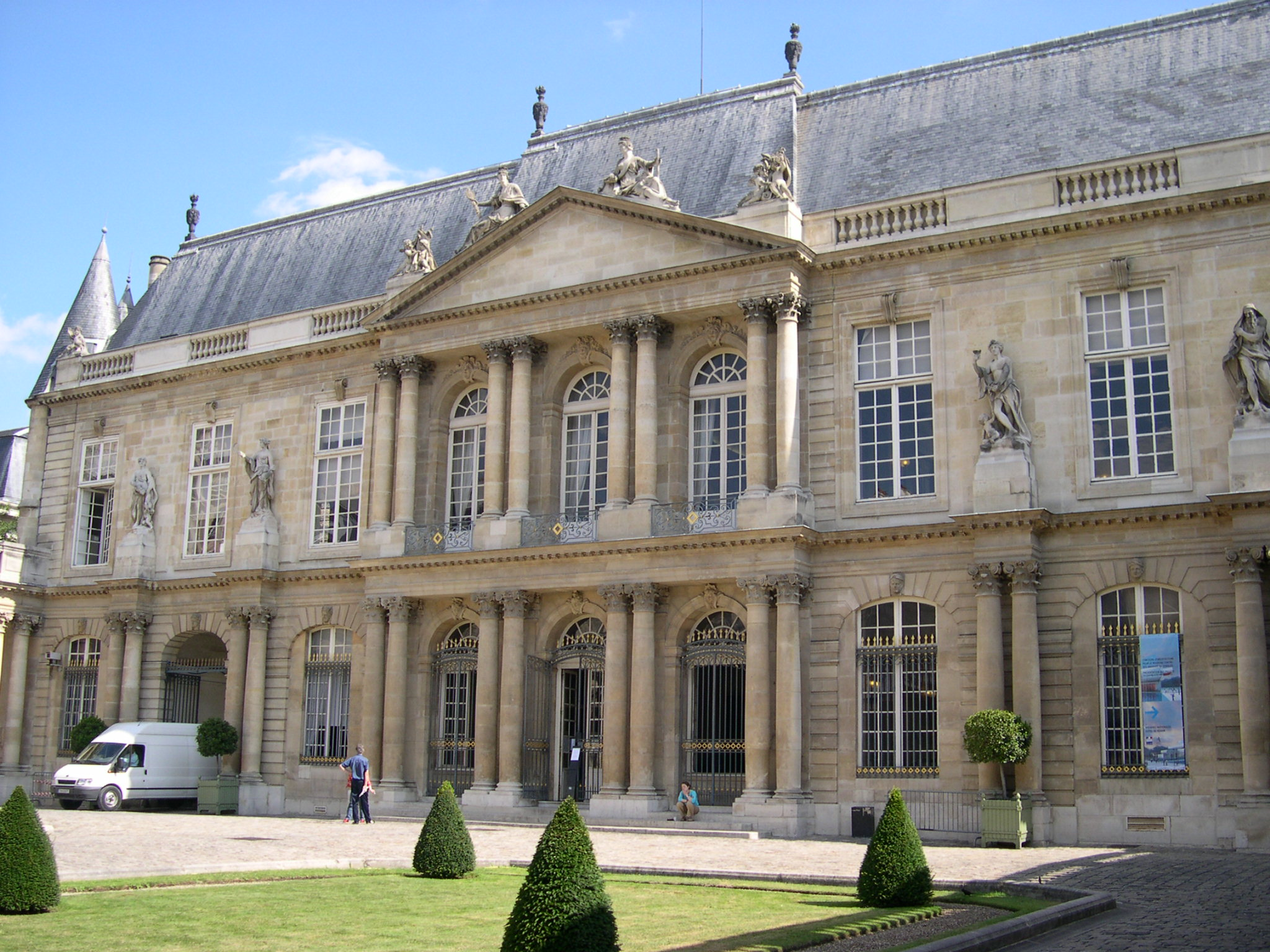
Eines der bisherigen Gebäude des Archivs im Pariser Stadtteil Marais

Die Archives nationales (deutsch Nationalarchive) bilden das Staatsarchiv Frankreichs.
Ein Neubau in Pierrefitte-sur-Seine im Département Seine-Saint-Denis, wenige Kilometer nördlich von Paris, wurde am 21. Januar 2013 eröffnet. Entworfen wurde er von den Architekten Doriana und Massimiliano Fuksas.
Eigene Archive haben das Verteidigungsministerium (Service historique de la Défense), das Außenministerium (ministère des Affaires étrangères) und das Wirtschafts- und Finanzministerium (Centre des archives économiques et financières). Die Départements haben ebenfalls eigene Archive.
Das französische Staatsarchiv untersteht der Direction des Archives de France im Kulturministerium (Ministère de la Culture). Es besteht aus fünf Zentren; seit dem 1. Januar 2007 stellen vier dieser Zentren drei nationale Kompetenzzentren dar.

## Standorte
Das Centre historique des Archives nationales (CHAN) befindet sich in einem Gebäudekomplex, das aus dem Hôtel de Soubise und dem Hôtel de Rohan im Pariser Quartier Marais besteht. Hier sind die Dokumente aus der Zeit vor 1958 untergebracht, das Archiv der Staatschefs sowie private Dokumente aus allen Epochen. Einige dieser Dokumente stammen noch aus der Zeit der Merowinger. Seit dem 1. Januar 2007 unterhält  das CHAN einen gemeinsamen Service mit dem Centre des archives contemporaines und dem Archiv in Pierrefitte.
Das Centre des archives contemporaines (deutsch „zeitgenössisches Archiv“) befindet sich seit 1969 in Fontainebleau; hier sind vor allem die Dokumente aus der Zeit der Fünften Republik nach 1958 untergebracht.
Das Centre des archives d’outre-mer (deutsch „Archiv der Überseeterritorien“) befindet sich seit 1969 in Aix-en-Provence. Hier befinden sich diejenigen Dokumente, die die ehemaligen französischen Überseebesitzungen betreffen, sowohl bezogen auf die zuständigen Ministerien als auch auf die Kolonialverwaltung selbst. Seit dem 1. Januar 2007 hat dieses Archiv den Status eines nationalen Kompetenzzentrums.
Das Archives nationales du monde du travail (deutsch „Archiv zur Arbeitswelt“) ist seit 1993 in Roubaix. Es umfasst die Unterlagen zu den Unternehmen, Gewerkschaften, Verbänden und Architekten. Auch dieses Archiv hat seit dem 1. Januar 2007 den Status eines nationalen Kompetenzzentrums.
Das Centre national du microfilm et de la numérisation (deutsch „Mikrofiche- und Digitalarchiv“) steht seit 1973 im Château d’Espeyran in Saint-Gilles-du-Gard im Département Gard. Hier finden sich die originalen Mikroformen der in den anderen nationalen und regionalen Archiven konservierten Dokumente. Hier wird auch die Digitalisierung der Dokumente vorgenommen.
Die Nationalarchive sind dem Archivportal Europa angeschlossen.

## Der Neubau in Pierrefitte-sur-Seine
2004 wurde entschieden, in Pierrefitte-sur-Seine ein neues Zentralarchiv zu bauen. Es nimmt 60 Regalkilometer aus dem Hôtel de Soubise bzw. Hôtel de Rohan und 120 Regalkilometer aus Fontainebleau auf, wodurch der Enge dort abgeholfen werden sollte. Das im Januar 2013 in Betrieb genommene Gebäude wurde von dem italienischen Architekten Massimiliano Fuksas entworfen. Es befindet sich in unmittelbarer Linie der nördlichen Endstation der Métro-Linie 13, Saint-Denis – Université und der Universität Paris VIII.